# Lugar de la Memoria
El Lugar de la Memoria, la Tolerancia y la Inclusión Social (LUM) del Ministerio de Cultura del Perú es un espacio de conmemoración pedagógico y cultural que alberga la historia de violencia ocurrida en el Perú entre los años 1980 y 2000. Mario Vargas Llosa en 2010, como presidente de la Comisión de Alto Nivel para la Constitución del Lugar de la Memoria indicó que el objetivo del museo sería constituir un espacio para la reconciliación del país y la promoción de la cultura democrática. El LUM se encuentra ubicado en el distrito de Miraflores en la ciudad de Lima, y fue inaugurado en diciembre del 2015 durante el gobierno de Ollanta Humala Tasso.

## Historia
Durante la Cumbre América Latina, el Caribe y la Unión Europea de 2008, que se llevó a cabo en el Perú, el gobierno alemán anunció una donación al estado peruano para la construcción de un Museo de la Memoria. El gobierno de Alan García rechazó inicialmente la oferta, pero aceptó la donación el 27 de marzo de 2009 y anunció la construcción de un museo dedicado a las víctimas de la época del terrorismo vivido en el Perú, durante la cual los grupos terroristas Sendero Luminoso y Movimiento Revolucionario Túpac Amaru se enfrentaron al Estado peruano.
El proyecto de construcción del LUM fue presidido por el escritor y premio Nobel peruano Mario Vargas Llosa en el 2010, liderando la Comisión de Alto Nivel para la Constitución del Lugar de la Memoria. Se recibieron donaciones para su construcción de los gobiernos de Alemania, Suecia y la Unión Europea, y su ejecución estuvo a cargo del Programa de Naciones Unidas para el Desarrollo (PNUD). Tras una reunión en el Pentagonito con el entonces ministro de Defensa, Rafael Rey, Vargas Llosa indicó que la población peruana empezaba a entender que el museo sería «un espacio de reconciliación y que trabajará por reforzar la cultura democrática».
En septiembre de 2010, Vargas Llosa renunció al cargo en protesta por el polémico Decreto Legislativo n.° 1097, que beneficiaba a militares acusados de violación de derechos humanos. En su carta, Vargas Llosa indicó que:

a todas luces, constituye una amnistía apenas disfrazada para beneficiar a buen número de personas vinculadas a la dictadura y condenadas o procesadas por crímenes contra los derechos humanos -asesinatos, torturas y desapariciones-, entre ellos al propio exdictador [Alberto Fujimori] y su brazo derecho [Vladimiro Montesinos]
Carta de renuncia de Mario Vargas Llosa
13 de septiembre de 2010

Luego de Vargas Llosa, la presidencia de la Alta Comisión fue presidida por Fernando de Szyszlo a partir del 5 de octubre de 2010 a través de la Resolución Suprema n.° 271-2010 publicada en el diario El Peruano.

## Exposiciones y centros

### Documentación e investigación
El Centro de documentación e investigación del LUM es una plataforma que alberga miles de testimonios y documentos acumulados durante el período de violencia (1980-2000). A través de él, se recalca la importancia del valor documental, así como la urgencia de preservación, clasificación y catalogación; de manera que la información resulte permanentemente accesible.
El Centro de documentación almacena bibliografía digitalizada, material audiovisual, archivos de audio, información en general sobre las décadas de violencia 1980-1992 e investigaciones de temas de derechos humanos o afines. A la fecha se cuenta con un total de 4233 archivos aportados por diversas instituciones y personas.

### Edificio

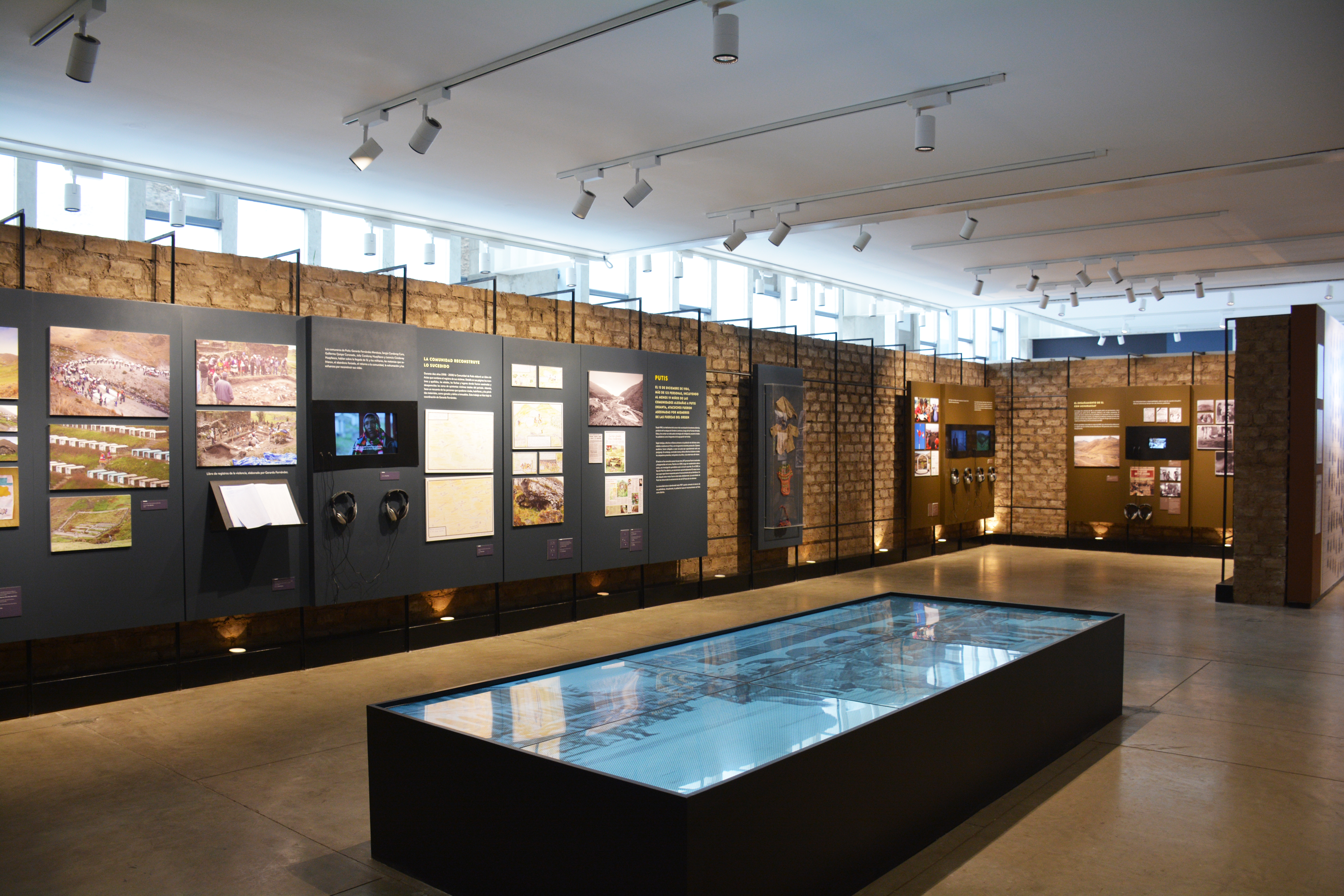
Muestra permanente del Lugar de la Memoria, la Tolerancia y la Inclusión Social.

El 27 de enero de 2010 se convocó el concurso público arquitectónico para el proyecto Lugar de la Memoria. Con un jurado internacional conformado por Rafael Moneo (España), Kenneth Framptom (Reino Unido), Francesco Dal Co (Italia), Wiley Ludeña y José García Bryce (Perú), se logró convocar alrededor de 350 estudios de arquitectura nacionales e internacionales.
El jurado dio su veredicto el 5 de abril de 2010, con cinco finalistas: en el quinto lugar Manuel Flores Caballero, en el cuarto Javier Artadi Loayza de Artadi Arquitectos, en el tercer puesto Luis Longhi Traverso de Longhi Arquitectos y en segundo lugar María Paz Ballén de la Puente, Mariana Leguía Alegría y Nelson Munares Liñán de Yncluye Arquitectos. La propuesta ganadora fue creada por el estudio de arquitectos Barclay & Crousse, de los arquitectos peruanos Sandra Barclay y Jean Pierre Crousse, quienes trabajaron en torno al rol de un edificio público en la ciudad.
El proyecto ganó la Bienal de Arquitectura de Buenos Aires en octubre de 2013. En diciembre de 2014, la edificación fue reconocida en la XVI Bienal de Arquitectura Peruana, cónclave profesional en el que obtuvo el “Hexágono de Oro”, máxima distinción arquitectónica en el Perú. Asimismo, en el mes de noviembre del 2016 obtuvo el premio Oscar Niemeyer en la XX Bienal Panamericana de Arquitectura de Quito.

## Recepción
El Lugar de la Memoria recibió a 42 325 visitantes en 2016, 70 537 en 2017 y 28 400 en el primer semestre de 2018.

## Controversias

### Acusaciones de sesgo antifujimorista en 2017
En 2017, después de un debate político sobre la muestra «Resistencia Visual 1992» curada por Karen Bernedo, inaugurada el 17 de agosto de ese año, el ministro de Cultura propició que el director del Museo, Guillermo Nugent, sea retirado del cargo. El título de la muestra se relaciona al año en el que se dieron los principales casos de corrupción y violación a los derechos humanos tanto por parte del gobierno fujimorista como de los grupos terroristas MRTA y Sendero Luminoso. 
Aunque la exposición no fue censurada ni modificada, el ministro de Cultura, Salvador del Solar, argumentó el retiro de confianza ya que «...la muestra despedía una clara sensación general de sesgo que no se corresponde con la que habíamos acordado buscar para el LUM. No hubo oposición a esta impresión, sino más bien el reconocimiento, también por parte de Guillermo, de que efectivamente había elementos claramente inclinados hacia una dirección». Del Solar explicó que no era censura o contra el mandato del museo LUM. 
En el otro lado, se argumentó que la reacción del Ministerio obedece al descontento que mostró el congresista fujimorista Francesco Petrozzi, cuyo grupo parlamentario tenía la mayoría absoluta en el Congreso peruano. La evidencia fue una conversación por Twitter por Petrozzi. Antes de la despedida de Nugent, unas fujimoristas se quejaron de la exposición con motivación de criticar todo el museo. Un ejemplo fue Carlos E. García Tapia, quien criticó la exposición como ideologizada, tanto como sus trabajadores, que, «su forma de comunicarse utilizando un lenguaje feminista que solo lo usan personas ideologizadas». La salida forzada de Guillermo Nugent fue condenada como una forma de censura por la impresa editorial de La República («una presión política contra una expresión cultural libre en un espacio democrático») y por especialistas en la memoria y democracia, inclusivo historiadores, politólogos, antropólogos y oenegés que han hecho proyectos de apoyo a las víctimas de la violencia política, e investigaciones en la sociedad posconflicto en el Perú.

### Clausura en 2023
El martes 28 de marzo de 2023 por orden de la Municipalidad de Miraflores un grupo de inspectores se apersonó en el Lugar de la Memoria a las 10:30 h para una visita técnica. Los inspectores se reunieron con representantes del LUM, solicitaron el certificado de Inspección Técnica de Seguridad en Edificación (ITSE) y dieron plazo hasta el 31 de marzo para levantar las observaciones. En la tarde regresaron y clausuraron el museo. El alcalde de Miraflores, Carlos Canales Anchorena del partido político Renovación Popular, argumentó que el cierre se debía a que el local no contaba con un certificado de Defensa Civil, lo cual se consideró como una falta grave en caso de emergencia. De acuerdo a la Subgerencia de Gestión de Riesgo de Desastres de la Municipalidad de Miraflores, el museo no contaba con el certificado ITSE, vencido en mayo de 2016.
Ese mismo día en la tarde, se había programado a las 18:00 h la presentación del Informe Anual 2022/2023 por parte de Amnistía Internacional, el cual reportaba sobre la situación de los derechos humanos en el mundo. Tras el cierre, Amnistía reprogramó la actividad a las 19:00 h en el hotel José Antonio Deluxe en la calle Bellavista en el distrito de Miraflores. Asimismo, el Ministerio de Cultura emitió un comunicado para indicar que el establecimiento reanudaría sus actividades luego del levantamiento de las observaciones de la Municipalidad.
El medio Ojo Público publicó que un informe de la Contraloría General de la República de diciembre de 2021 mostró que solo 3 de los 56 museos manejados por el Ministerio de Cultura cuenta con el certificado ITSE; otro establecimiento que aparece en el listado de los 56 es el Museo de Sitio Pucllana, también ubicado en Miraflores.
El cierre del museo se ha considerado como un acto político y ha generado protestas y declaraciones de instituciones como la Defensoría del Pueblo, Amnistía Internacional Perú, la Coordinadora Nacional de Derechos Humanos en el Perú, el Programa de las Naciones Unidas para el Desarrollo (PNUD), la Unión Europea y el Gobierno de la República Federal de Alemania. Eduardo Gonzáles Cueva, consultor sobre derechos humanos del Centro Internacional para la Justicia Transicional (ICTJ) en Nueva York, cree que la medida encaja en una tendencia más amplia de negación de los grupos de derecha en América Latina de los crímenes de lesa humanidad cometidos por las fuerzas estatales, e incluso en el impulso global de los conservadores radicales para tomar el control de las batallas culturales.